# Гимарайнс, Габриэла
Габриэла Брага Гимарайнс, более известная как Габи (порт.-браз. Gabriela Braga Guimarães (Gabi); род. 19 мая 1994, Белу-Оризонти, штат Минас-Жерайс, Бразилия) — бразильская волейболистка, нападающая-доигровщица).

## Биография
В детстве увлекалась плаванием, теннисом и футболом, а в 14-летнем возрасте начала заниматься волейболом в колледже Питагорас родного города Белу-Оризонти у тренера Делиселио Родригиса. В составе сборной штата Минас-Жерайс принимала участие в юниорских национальных соревнованиях. В 2009 году была принята в команду «Маккензи» (Белу-Оризонти), в следующем году выиграв с ней чемпионат штата, а в 2010 дебютировав в суперлиге чемпионата Бразилии.
В 2012 заключила контракт с одной из сильнейших команд Бразилии — «Юнилевер» из Рио-де-Жанейро. За 6 сезонов в её составе 5 раз становилась чемпионкой Бразилии, дважды — обладателем Кубка и трижды — Суперкубка страны, 4 раза — победителем клубного чемпионата Южной Америки. В 2018 вернулась в Белу-Оризонти и один сезон отыграла за местную команду «Итамбе-Минас», выиграв с ней чемпионат и Кубок страны и клубный чемпионат континента.
С 2019 года является игроком турецкого «Вакыфбанка». Со своей первой зарубежной командой по два раза выигрывала чемпионат и Кубок Турции, в 2021 — клубный чемпионат мира, а в 2022 — Лигу чемпионов ЕКВ, где была признана лучшим игроком финала.
В 2010 дебютировала в юниорской сборной Бразилии, выиграв с ней чемпионат Южной Америки среди девушек, а в следующем году приняв участие в юниорском чемпионате мира. В 2012—2013 выступала за молодёжные сборные страны, а в 2012 дебютировала в национальной сборной Бразилии, став участницей розыгрыша Панамериканского Кубка и группового этапа Гран-при. В составе бразильской сборной 7 раз выигрывала «золото» мировых и континентальных турниров, дважды участвовала в Олимпийских играх («серебро» Олимпиады-2020), трижды — в чемпионатах мира (двукратный призёр).
В активе Габи множество индивидуальных призов на уровне турниров среди сборных и клубов. 6 раз признавалась лучшим игроком соревнований, 20 раз входила в символические сборные турниров в качестве нападающей-доигровщицы.

### Клубная карьера
- 2009—2012 —  «Маккензи» (Белу-Оризонти);
- 2012—2018 —  «Юнилевер»/«Рексона-Адес»/«Рексона-СеСК»/СеСК-РЖ (Рио-де-Жанейро);
- 2018—2019 —  «Итамбе-Минас» (Белу-Оризонти);
- 2019—2024 —  «Вакыфбанк» (Стамбул);
- с 2024 —  «Имоко Воллей» (Конельяно).

## Достижения

### Со сборными Бразилии
- серебряный призёр Олимпийских игр 2020;
  - бронзовый призёр Олимпийских игр 2024.
- серебряный (2022) и бронзовый (2014) призёр чемпионатов мира.
- серебряный призёр розыгрыша Всемирного Кубка чемпионов 2017.
- 3-кратная чемпионка Мирового Гран-при — 2013, 2014, 2016;
  - бронзовый призёр Гран-при 2015.
- 4-кратный серебряный призёр Лиги наций — 2019, 2021, 2022, 2025.
- 4-кратная чемпионка Южной Америки — 2013, 2015, 2021, 2023.
- серебряный призёр розыгрыша Панамериканского Кубка 2012.

- серебряный призёр розыгрыша Панамериканского Кубка среди старших молодёжных команд 2012.
- бронзовый призёр чемпионата мира среди молодёжных команд 2013.
- чемпионка Южной Америки среди молодёжных команд 2012.
- чемпионка Южной Америки среди девушек 2010.

### С клубами
- 6-кратная чемпионка Бразилии — 2013, 2014, 2015, 2016, 2017, 2019.
  - серебряный призёр чемпионата Бразилии 2018.
- 3-кратный победитель (2016, 2017, 2019) и бронзовый призёр (2014) розыгрышей Кубка Бразилии.
- 3-кратный обладатель Суперкубка Бразилии — 2015, 2016, 2017.
- двукратная чемпионка Турции — 2021, 2022;
  - двукратный бронзовый призёр чемпионатов Турции — 2023, 2024.
- 3-кратный победитель розыгрышей Кубка Турции — 2021, 2022, 2023.
- обладатель Суперкубка Турции 2021.
- чемпионка Италии 2025.
- победитель розыгрыша Кубка Италии 2025.
- обладатель Суперкубка Италии 2024.

- двукратная чемпионка мира среди клубных команд — 2021, 2024;
  - 5-кратный серебряный (2013, 2017, 2018, 2022, 2023) и бронзовый (2019) призёр клубных чемпионатов мира.
- 5-кратная чемпионка Южной Америки среди клубных команд — 2013, 2015, 2016, 2017, 2019;
  - серебряный призёр клубного чемпионата Южной Америки 2018.
- 3-кратный победитель Лиги чемпионов ЕКВ — 2022, 2023, 2025;
  - серебряный призёр Лиги чемпионов ЕКВ 2021.

### Индивидуальные
- 2010: MVP и лучшая нападающая чемпионата Южной Америки среди девушек.
- 2011: самая результативная чемпионата мира среди девушек.
- 2012: лучшая нападающая розыгрыша Панамериканского Кубка среди старших молодёжных команд.
- 2013: лучшая нападающая клубного чемпионата Южной Америки.
- 2013: лучшая нападающая-доигровщица (одна из двух) чемпионата мира среди молодёжных команд.
- 2015: лучшая нападающая-доигровщица (одна из двух) клубного чемпионата Южной Америки.
- 2015: лучшая нападающая и самая результативная чемпионата Бразилии.
- 2015: MVP и лучшая нападающая-доигровщица (одна из двух) чемпионата Южной Америки.
- 2017: MVP клубного чемпионата Южной Америки.
- 2017: лучшая нападающая-доигровщица (одна из двух) клубного чемпионата мира.
- 2018: лучшая нападающая-доигровщица (одна из двух) клубного чемпионата мира.
- 2019: лучшая нападающая-доигровщица (одна из двух) клубного чемпионата Южной Америки.
- 2019: лучшая нападающая-доигровщица (одна из двух) чемпионата Бразилии.
- 2019: лучшая нападающая-доигровщица (одна из двух) Лиги наций.
- 2021: лучшая нападающая-доигровщица (одна из двух) Лиги наций.
- 2021: MVP чемпионата Южной Америки.
- 2021: лучшая нападающая-доигровщица (одна из двух) клубного чемпионата мира.
- 2022: лучшая нападающая-доигровщица (одна из двух) чемпионата Турции.
- 2022: MVP финала Лиги чемпионов ЕКВ.
- 2022: лучшая нападающая-доигровщица (одна из двух) Лиги наций.
- 2022: лучшая нападающая-доигровщица (одна из двух) чемпионата мира.
- 2022: лучшая нападающая-доигровщица (одна из двух) клубного чемпионата мира.
- 2023: MVP и лучшая нападающая-доигровщица (одна из двух) чемпионата Южной Америки.
- 2023: лучшая нападающая-доигровщица (одна из двух) клубного чемпионата мира 2023.
- 2024: лучшая нападающая-доигровщица (одна из двух) Олимпийских игр.
- 2025: лучшая нападающая-доигровщица (одна из двух) Лиги чемпионов ЕКВ
- 2025: лучшая нападающая-доигровщица (одна из двух) Лиги наций.